# 利勒鲁斯
利勒鲁斯（法語：L'Île-Rousse，法語發音：[lil ʁus]）是法国上科西嘉省的一个市镇，属于卡尔维区。

## 地理
利勒鲁斯（42°38'6"N, 8°56'15"E）面积2.5 平方千米，位于法国上科西嘉省，该省份位于科西嘉北部，后者为地中海西部的一座岛屿，也是法国的一个单一领土集体，位于法国大陆部分的东南面，意大利半島的西面，最近的地块是紧邻意大利的撒丁岛。
与利勒鲁斯接壤的市镇（或旧市镇、城区）包括：科尔巴拉。

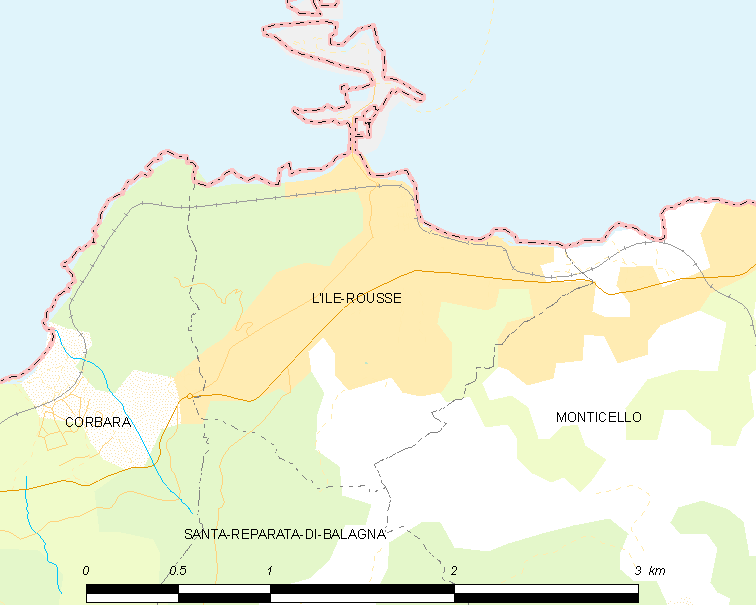
利勒鲁斯的OSM定位图

利勒鲁斯的时区为UTC+01:00、UTC+02:00（夏令时）。

## 行政
利勒鲁斯的邮政编码为20220，INSEE市镇编码为2B134。

## 政治
利勒鲁斯所属的省级选区为利勒鲁斯县。

## 人口

1962-2008年间利勒鲁斯人口变化图示

利勒鲁斯于2022年1月1日时的人口数量为3213人。